# Aldis Intlers
Aldis Intlers (24. april 1965 i Liepāja i Lettiske SSR – 28. august 1994) var en lettisk bobslædefører, der deltog i konkurrencer for Sovjetunionen i slutningen af 1980'erne og begyndelsen af 1990'erne og for Letland i midten af 1990'erne. Han vandt en bronzemedalje i tomandsbobslæde sammen med Jānis Ķipurs ved VM i bobslæde og skeleton 1989 i Cortina d'Ampezzo.
Intlers deltog ved to olympiske vinterlege, og hans bedste resultat i tomandsbobslæde var en 11. plads ved Vinter-OL 1994 i Lillehammer.
Aldis Intlers omkom den 28. august 1994 i en bilulykke, han blev 29 år gammel.